# ヘルムート・ベンネマン
ヘルムート・ベンネマン(Helmut Bennemann,1915年3月16日 - 2007年11月17日)は、第二次世界大戦時のドイツ空軍の軍人。最終階級は中佐(ドイツ語: Oberstleutnant)。出撃回数400余り、撃墜数93機のエース・パイロットであり、騎士鉄十字勲章を受勲した。ベンネマンの戦果の多くは東部戦線での記録である。第53戦闘航空団の司令官であった。

## 叙勲
- ドイツ十字章金章 (1942年7月27日)：第52戦闘航空団第I飛行隊(I./JG52)所属の中佐(ドイツ語: Oberstleutnant)として[1]
- 鉄十字章 (1939)
  - 一級鉄十字章
  - 二級鉄十字章
- 騎士鉄十字章 (1942年9月2日)：第52戦闘航空団第I飛行隊(I./JG52) 飛行隊長の中佐(ドイツ語: Oberstleutnant)として[2]